# مارتین سوکیاسیان
مارتین هراچی سوکیاسیان (ارمنی: Մարտին Հրաչի Սուքիասյան؛ زادهٔ ۸ مارس ۱۹۵۵ - درگذشته ۳۱ ژانویهٔ ۲۰۱۱) یک سیاستمدار و اهل ارمنستان بود که از تاریخ ۲۰۰۳ تا تاریخ ۲۰۰۷ سمت نمایندگی دوره مجلس ملی جمهوری ارمنستان را برعهده داشت.

## زندگی‌نامه
در ۸ مارس ۱۹۵۵ در لنیناکان (گیومری کنونی) به دنیا آمد و . وی در ۳۱ ژانویه ۲۰۱۱ در سن ۵۵ سالگی در درگذشت